# العلاقات الإثيوبية الكمبودية
العلاقات الإثيوبية الكمبودية هي العلاقات الثنائية التي تجمع بين إثيوبيا وكمبوديا.

## مقارنة بين البلدين
هذه مقارنة عامة ومرجعية للدولتين:
| وجه المقارنة                                              | إثيوبيا                        | كمبوديا                   |
| --------------------------------------------------------- | ------------------------------ | ------------------------- |
| المساحة (كم2)                                             | 1.10 مليون                     | 181.03 ألف                |
| عدد السكان (نسمة)                                         | 104.96 مليون                   | 16.01 مليون               |
| الكثافة السكانية (ن./كم²)                                 | 95.42                          | 88.44                     |
| العاصمة                                                   | أديس أبابا                     | بنوم بنه                  |
| اللغة الرسمية                                             | اللغة الأمهرية                 | اللغة الخميرية            |
| العملة                                                    | بير إثيوبي                     | ريال كمبودي، دولار أمريكي |
| الناتج المحلي الإجمالي (بليون دولار)                      | 80.56 مليار                    | 22.16 مليار               |
| الناتج المحلي الإجمالي (تعادل القوة الشرائية) بليون دولار | 161.90 مليار                   | 54.37 مليار               |
| الناتج المحلي الإجمالي الاسمي للفرد دولار أمريكي          | 619                            | 1.16 ألف                  |
| الناتج المحلي الإجمالي للفرد دولار أمريكي                 | 1.50 ألف                       | 3.26 ألف                  |
| مؤشر التنمية البشرية                                      | 0.442                          | 0.555                     |
| رمز المكالمات الدولي                                      | +251                           | +855                      |
| رمز الإنترنت                                              | .et                            | .kh                       |
| المنطقة الزمنية                                           | ت ع م+03:00، توقيت شرق أفريقيا | ت ع م+07:00               |

## منظمات دولية مشتركة
يشترك البلدان في عضوية مجموعة من المنظمات الدولية، منها:
| علم المنظمة | اسم المنظمة                                                | تاريخ انضمام إثيوبيا | تاريخ انضمام كمبوديا |
| ----------- | ---------------------------------------------------------- | -------------------- | -------------------- |
|             | الاتحاد البريدي العالمي                                    | ?                    | ?                    |
|             | مؤسسة التنمية الدولية                                      | 11 أبريل 1961        | 22 يوليو 1970        |
|             | منظمة حظر الأسلحة الكيميائية                               | ?                    | ?                    |
|             | الأمم المتحدة                                              | 13 نوفمبر 1945       | 14 ديسمبر 1955       |
|             | وكالة ضمان الاستثمار متعدد الأطراف                         | 13 أغسطس 1991        | 1 ديسمبر 1999        |
|             | منظمة الشرطة الجنائية الدولية                              | ?                    | ?                    |
|             | مؤسسة التمويل الدولية                                      | 20 يوليو 1956        | 26 مارس 1997         |
|             | البنك الدولي للإنشاء والتعمير                              | 27 ديسمبر 1945       | 22 يوليو 1970        |
|             | الاتحاد الدولي للاتصالات                                   | 20 فبراير 1932       | 10 أبريل 1952        |
|             | العملية المشتركة للاتحاد الأفريقي والأمم المتحدة في دارفور | ?                    | ?                    |
|             | الفريق المعني برصد الأرض                                   | ?                    | ?                    |
|             | يونسكو                                                     | 1 يوليو 1955         | 3 يوليو 1951         |

## وصلات خارجية
- موقع وزارة الخارجية الإثيوبية
- موقع وزارة الخارجية الكمبودية